# Sân bay quốc tế Charlotte Douglas
Sân bay quốc tế Charlotte Douglas (IATA: CLT, ICAO: KCLT, LID FAA: CLT) là một sân bay hỗn hợp quân sự và dân dụng nằm ở Charlotte, North Carolina. Được thiết lập năm 1935 với tên Sân bay đô thị Charlotte, năm 1954 sân bay này được đổi tên thành Sân bay đô thị Douglas theo thị trưởng cũ của Charlotte Ben Elbert Douglas, Sr. Sân bay có tên như ngày nay vào năm 1982 và hiện là trung tâm hoạt động lớn nhất của hãng US Airways, với tuyến bay đến 155 điểm đến nội địa và quốc tế năm 2008. Năm 2009, sân bay này bận rộn thứ 11 trong các sân bay Hoa Kỳ và năm 2010, đây là sân bay bận rộn thứ 25 thế giới về số lượt khách.

## Hãng hàng không và tuyến bay
Hành lang A
- Hành lang A có 12 cổng ra máy bay, và là hành lang duy nhất US Airways không sử dụng

Hành lang B
- Hành lang B có 16 cổng ra máy bay

Hành lang C
- Hành lang C có 18 cổng ra máy bay

Hành lang D
- Hành lang D có 13 cổng ra máy bay và phục vụ các tuyến quốc tế

Hành lang E
- Hành lang E có 36 cổng ra máy bay

| Hãng hàng không                                           | Các điểm đến | Hành lang |
| --------------------------------------------------------- | --- | --------- |
| Air Canada Express cung ứng bởi Jazz Air                  | Toronto-Pearson | A         |
| AirTran Airways                                           | Atlanta, Baltimore, Orlando | A         |
| American Airlines                                         | Dallas/Fort Worth | A         |
| American Eagle                                            | Chicago-O'Hare, Miami, New York-LaGuardia | A         |
| Continental Airlines                                      | Houston-Intercontinental, Newark | A         |
| Continental Express cung ứng bởi Chautauqua Airlines      | Cleveland | A         |
| Continental Express cung ứng bởi ExpressJet Airlines      | Cleveland, Houston-Intercontinental, Newark | A         |
| Delta Air Lines                                           | Atlanta, Detroit, Memphis, Minneapolis/St. Paul | A         |
| Delta Connection cung ứng bởi Atlantic Southeast Airlines | Atlanta, Detroit, Memphis | A         |
| Delta Connection cung ứng bởi Chautauqua Airlines         | New York-JFK | A         |
| Delta Connection cung ứng bởi Comair                      | Cincinnati/Northern Kentucky | A         |
| Delta Connection cung ứng bởi Compass Airlines            | Minneapolis/St. Paul | A         |
| Delta Connection cung ứng bởi Pinnacle Airlines           | Cincinnati/Northern Kentucky, Detroit, Memphis, New York-JFK | A         |
| Insel Air                                                 | Curacao [bắt đầu từ June 22] | D         |
| JetBlue Airways                                           | Boston, New York-JFK | D         |
| Lufthansa                                                 | Munich | D         |
| United Airlines                                           | Chicago-O'Hare | A         |
| United Express cung ứng bởi ExpressJet Airlines           | Chicago-O'Hare, Washington-Dulles | A         |
| United Express cung ứng bởi Mesa Airlines                 | Chicago-O'Hare, Washington-Dulles | A         |
| United Express cung ứng bởi Shuttle America               | Newark | A         |
| United Express cung ứng bởi SkyWest Airlines              | Houston-Intercontinental | A         |
| US Airways                                                | Albany, Allentown/Bethlehem, Atlanta, Baltimore, Boston, Buffalo, Chicago-O'Hare, Cleveland, Dallas/Fort Worth, Denver, Detroit, Fort Lauderdale, Fort Myers, Harrisburg, Hartford, Houston-Intercontinental, Indianapolis, Jacksonville (FL), Kansas City, Las Vegas, Los Angeles, Memphis, Miami, Minneapolis/St. Paul, Myrtle Beach, Nashville, New Orleans, New York-JFK, New York-LaGuardia, Newark, Norfolk/Virginia Beach, Orlando, Philadelphia, Phoenix, Pittsburgh, Portland (ME), Providence, Raleigh/Durham, Richmond, Rochester (NY), St. Louis, St. Thomas, San Antonio, San Diego, San Francisco, San Juan, Seattle/Tacoma, Syracuse, Tampa, Washington-Dulles, Washington-National, West Palm Beach Theo mùa: Portland (OR), Sacramento | B, C, D   |
| US Airways                                                | Antigua, Aruba, Barbados, Belize City, Cancún, Cozumel, Frankfurt, Grand Cayman, Liberia (Costa Rica), London-Gatwick, Mexico City, Montego Bay, Nassau, Paris-Charles de Gaulle, Providenciales, Puerto Vallarta, Punta Cana, Rio de Janeiro-Galeão, Rome-Fiumicino, St. Croix, St. Kitts, St. Lucia, St. Maarten, San José de Costa Rica, San José del Cabo, Toronto-Pearson Theo mùa: Bermuda, Dublin, Madrid | D         |
| US Airways Express cung ứng bởi PSA Airlines              | Akron/Canton, Allentown/Bethlehem, Asheville, Atlanta, Augusta (GA), Baton Rouge, Birmingham (AL), Blountville/Tri-Cities, Buffalo, Charleston (SC), Charleston (WV), Charlottesville, Chattanooga, Cincinnati/Northern Kentucky, Cleveland, Columbia (SC), Columbus (OH), Dayton, Daytona Beach, Fayetteville (AR), Fayetteville (NC), Fort Walton Beach, Gainesville, Greensboro, Greenville (NC), Greenville/Spartanburg (SC), Gulfport/Biloxi, Harrisburg, Hartford, Huntsville, Indianapolis, Jackson, Jacksonville (FL), Jacksonville (NC), Knoxville, Lexington, Little Rock, Louisville, Melbourne (FL), Mobile, Montgomery, Myrtle Beach, Nashville, New Bern, Newport News/Williamsburg, New York-LaGuardia, Norfolk/Virginia Beach, Pensacola, Raleigh/Durham, Richmond, Roanoke, St. Louis, Sarasota/Bradenton, Savannah, Tallahassee, Washington-Dulles, Washington-National, White Plains, Wilkes-Barre/Scranton, Wilmington (NC) Theo mùa: Freeport | E         |
| US Airways Express cung ứng bởi Republic Airlines         | Albany, Atlanta, Baltimore, Buffalo, Charleston (SC), Chicago-O'Hare, Cleveland, Columbus (OH), Detroit, Greensboro, Houston-Intercontinental, Indianapolis, Jacksonville (FL), Kansas City, Manchester (NH), Memphis, Minneapolis/St. Paul, Montréal-Trudeau, Myrtle Beach, Nashville, New Orleans, New York-LaGuardia, Norfolk/Virginia Beach, Ottawa, Pittsburgh, Providence, Raleigh/Durham, Richmond, Rochester (NY), St. Louis, Sarasota/Bradenton, Savannah, Syracuse, Toronto-Pearson, Washington-National, Wilmington (NC) Theo mùa: Key West | C         |
| US Airways Express cung ứng bởi Air Wisconsin             | Allentown/Bethlehem, Birmingham (AL), Charleston (SC), Charleston (WV), Chattanooga, Cincinnati/Northern Kentucky, Cleveland, Fayetteville (NC), Florence (SC), Greensboro, Greenville/Spartanburg (SC), Huntsville, Indianapolis, Jacksonville (NC), Lexington, Louisville, Melbourne (FL), Milwaukee, Montreal-Trudeau, Myrtle Beach, Norfolk, Ottawa, Raleigh/Durham, Richmond, Savannah, St. Louis, Toronto-Pearson, Washington-Dulles, Washington-National, White Plains, Wilmington (NC) | E         |
| US Airways Express cung ứng bởi Chautauqua Airlines       | Columbus (OH), Greensboro, Greensville/Spartanburg (SC), Louisville, New Bern | E         |
| US Airways Express cung ứng bởi Mesa Airlines             | Austin, Birmingham (AL), Charleston (SC), Cincinnati/Northern Kentucky, Cleveland, Detroit, Fayetteville (NC), Harrisburg, Jacksonville (FL), Kansas City, Knoxville, Louisville, Little Rock, Memphis, Myrtle Beach, Nashville, New Orleans, New York-LaGuardia, Newark, Norfolk/Virginia Beach, Pensacola, Raleigh/Durham, St. Louis, San Antonio, Savannah, Washington-Dulles, Wilmington (NC) Theo mùa: Daytona Beach | E         |
| US Airways Express cung ứng bởi Piedmont Airlines         | Asheville, Augusta (GA), Blountville/Tri-Cities, Charleston (SC), Charleston (WV), Charlottesville, Chattanooga, Columbia (SC), Florence (SC), Greensboro, Greenville (NC), Greenville/Spartanburg (SC), Hilton Head, Huntington (WV), Jacksonville (NC), Lynchburg, New Bern, Newport News/Williamsburg, Richmond, Roanoke, Salisbury (MD), Washington-Dulles | D, E      |